# Hans Sitte
Hans Sitte (ur. 1910, zm. ?) – zbrodniarz nazistowski, członek załogi niemieckiego obozu koncentracyjnego Dachau i SS-Oberscharführer.
Członek Waffen-SS. W czasie II wojny światowej pełnił służbę w obozie głównym Dachau i podobozie Allach, między innymi jako podoficer medyczny. W procesie członków załogi Dachau (US vs. Wilhelm Kemm i inni), który miał miejsce w dniach 14–22 lipca 1947 przed amerykańskim Trybunałem Wojskowym w Dachau początkowo skazany został na 5 lat pozbawienia wolności za maltretowanie więźniów. Wyrok zmniejszono do 3 lat więzienia 23 października 1947.